# وزارة التجارة (السعودية)
وزارة التجارة هي الوزارة المسؤولة عن تنظيم التجارة بالمملكة العربية السعودية، تأسست عام 1373 هـ، ووزيرها هو الدكتور ماجد بن عبدالله القصبي ونائب الوزير هي إيمان هباس المطيري. وتتولى الوزارة مهمة وضع وتنفيذ السياسات التجارية للمملكة، وتسهيل العمل التجاري وتنميته داخليًا وخارجيًا، وتعزيز دور القطاع الخاص في الاقتصاد الوطني، وتطوير العلاقات التجارية مع مختلف دول العالم، إضافة إلى الإشراف على تطبيق الأنظمة التجارية، وإصدار تراخيص إنشاء الغرف التجارية وفروعها والإشراف عليها.
وفقاً لتقرير ممارسة الأعمال 2020 الصادر عن البنك الدولي، حققت السعودية المركز الأول عالمياً في إصلاحات بيئة الأعمال من بين 190 دولة ضمن مؤشر سهولة الأعمال، وتقدمت 30 مرتبة عن العام الماضي لتحتل المركز 62 بين 190 دولة في العالم يشملها التقرير، كما قلصت الفجوة مع الدول المرجعية الرائدة في العالم بـ7.7 نقاط، وهي تعد الأعلى بين الدول المشاركة.
وقفزت السعودية في مؤشر النشاط التجاري، وفقا للتقرير، من المرتبة 141 إلى 38، وفي التجارة عبر الحدود انتقلت من المرتبة 158 إلى المرتبة 86، وفي مؤشر الحصول على الائتمان من المرتبة 112 إلى 80، كما قفزت في مؤشر حماية أقلية المستثمرين من المرتبة 7 إلى المرتبة 3، وفي مؤشر دفع الضرائب من 78 إلى 57.

## تاريخ الوزارة
لم تكن هناك جهة حكومية تختص بتنظيم التجارة في المملكة، فأمر الملك عبد العزيز آل سعود في عام 1344هـ بتشكيل هيئة تجارية تحت مسمى (مجلس التجار). حيث كانت تهتم بفض الخلافات بين التجار، المجلس صدر نظام تسجيل الشركات الذي أستحدث معه مسمى وظيفي جديد مرتبط بالنائب العام تحت مسمى (مسجل شركات)، وكان النظام يلزم تسجيل جميع الشركات التجارية والجمعيات عند مسجل الشركات.
أنشئت وزارة التجارة في رجب عام 1373هـ في عهد الملك سعود بن عبدالعزيز آل سعود طبقًا للمرسوم الملكي رقم 5703/5/22/10، وبعد التأسيس وفي سنة 1365هـ – 1946م صدر نظام الغرفة التجارية الصناعية بجدة وهي مؤسسة تعمل على تحسين التجارة والصناعة في البلاد وحمايتها من التنافس الأجنبي، ونتيجة لتوسع الأعمال والأنشطة التجارية ونموها صدر المرسوم الملكي رقم 5703/5/22/10 وتاريخ 11/07/1373هـ القاضي بإنشاء وزارة التجارة، وعهد إليها بتنظيم التجارة الداخلية وخارجية وتنمية التجارة.
وبتاريخ 6/4/1374 هـ صدر قرار مجلس الوزراء رقم (66) بنظام اختصاصات وزارة التجارة وعهدها لوزير التجارة بمسؤولية تنفيذ السياسة التجارية وتطبيق اختصاصات الوزارة التجارية، وحدد هذا القرار الوحدات التي يتألف منها الهيكل التنظيمي للوزارة.
وبتاريخ 24/09/1388هـ صدر قرار رقم (23559) بتقسيم الوزارة إلى قطاعين رئيسيين، يرأس كل قطاع مدير عام فقطاع التجارة يتكون من إدارة الشركات، والسجل، وإدارة المعايرة، وإدارة التموين، وإدارة التجارة الخارجية، وإدارة التجارة الداخلية، والمكتب الإقليمي لمقاطعة إسرائيل. وقطاع الصناعة يتكون من إدارة الصناعة والكهرباء، وإدارة المشاريع الصناعة والكهربائية. ويتضمن الهيكل التنظيمي للوزارة وصفاً للوحدات الإدارية التي يتألف منها كل قطاع وتحديد الأعمال المنوطة بكل منها.
ومرت الوزارة بعدة مسميات منذ تأسيسها ففي عام 1975م أُلغي مسمى وزارة التجارة وصدر بذلك أمر ملكي بتغييره إلى وزارة الصناعة والكهرباء، وفي عام 2003م نُقل القطاع الصناعي إلى وزارة التجارة، وعدل مسماها إلى وزارة التجارة والصناعة، وفي عام 2016م تم تعديل مهام الوزارة وتغيير مسماها من وزارة التجارة والصناعة إلى وزارة التجارة والاستثمار. وفي عام 2020م تم تغير مسمى الوزارة إلى وزارة التجارة

## مهام الوزارة
- وضع وتنفيذ السياسات التجارية، والمشاركة في تعزيز دور القطاع الخاص في الاقتصاد الوطني.
- إصدار الأنظمة واللوائح التجارية، ومراجعتها، والإشراف على تطبيق مختلف الأنظمة التجارية.[13]
- تنظيم وسائل تنمية التجارة الداخلية، والإشراف على الأسواق الداخلية وحمايتها من الاستغلال والاحتكار وضبط الأسعار،[14] ومراجعة طرق ممارسة العمل التجاري وتطوير أساليبه.[15]
- إصدار تراخيص الغرف التجارية وفروعها ومتابعتها.
- تقديم الخدمات لرجال الأعمال والجهات الحكومية.
- تعيين الملحقين التجاريين بالممثليات السعودية في الخارج، بالاتفاق مع وزارة الخارجية.
- الإشراف على انضمام المملكة لمنظمة التجارة العالمية، وعلى أعمال اللجنة الوطنية لتمويل التجارة، واللجنة الدائمة للتعاون الاقتصادي والتجاري بين الدول الإسلامية (كومسك) ورئاسة الجانب السعودي في عدد من اللجان المشتركة للتعاون الاقتصادي والتجاري والفني، إضافة للمشاركة في أعمال واجتماعات الهيئات والمنظمات الدولية والإقليمية.
- دعم الصادرات غير النفطية، وتسويق المنتجات الوطنية في الخارج، إضافة إلى دورها في المشاركة في إعداد الاتفاقيات الاقتصادية والتجارية مع الدول الأخرى.
- العمل على الطلبات المقدمة من الهيئات الحكومية والشركات والمؤسسات الوطنية والأجنبية لإقامة معارض مؤقتة في المملكة وخارجها.
- تقدير احتياجات المملكة من السلع والمواد، وإعداد الخطط لتوفيرها.
- متابعة حركة العرض والطلب للسلع والمواد في الأسواق العالمية.
- مراقبة الجودة النوعية للسلع والمواد.
- إصدار شهادات المنشأ للصادرات الوطنية من المنتجات الصناعية والزراعية والحيوانية، والثروات لدول مجلس التعاون الخليجي والدول العربية الأخرى ودول العالم وتسجيلها.
- دراسة طلبات تأسيس الشركات، والشركات والمؤسسات الفردية، وطلبات الشركات الأجنبية، إضافة لدراسة عقود وثائق الشركات التنفيذية والاستشارية والمتعاقدة مع الجهات الحكومية، ودراسة طلبات وعقود الوكالات التجارية، وطلبات تسجيل العلامات وفحصها، وطلبات تأسيس الشركات المهنية، وطلبات الترخيص بإنشاء مكاتب للمهن الحرة، إضافة لإصدار التراخيص اللازمة لمكاتب الخدمات العامة وتسجيلها.
- تطبيق النظام العشري للموازين والمقاييس.
- دراسة طلبات التراخيص لمحلات ومشاغل الذهب، ودراسة طلبات المخابز الآلية ونصف الآلية.
- مكافحة الغش التجاري،[16][17] ومكافحة التستر بكافة اشكاله.
- دراسة قضايا الأوراق التجارية، وشكاوى التأمين.
- تسجيل وتبويب وتصنيف ونشر المعلومات الخاصة بتجارة السلع والخدمات.[18]

## الوكالات والإدارات

### الإدارة العامة للتسويق والاتصال
هي الإدارة التي تعمل على التواصل والربط بين الوزارة ومنسوبيها، وبين الوزارة والجهات الحكومية والأهلية والجمهور الخارجي الذي يتعامل مع الوزارة.

### مركز التجارة الإلكترونية
هو مركز مسؤول عن كل ما يتعلق بالتجارة الإلكترونية وتطويرها، من خلال إقامة الشراكات، ووضع الاستراتيجيات، وتطبيق المبادرات، ومتابعة ما يستجد من أحداث وتقنيات وسياسات عالمية ومحلية وإقليمية في مجال التجارة الإلكترونية.

### مكتب التحول
هو المسؤول عن إدارة التحول المؤسسي للوزارة، وصياغة استراتيجياتها، وتطوير أهدافها.

### مكتب تحقيق الرؤية
هو المشرف على تنفيذ برنامج التحول الوطني للوزارة ورؤية المملكة 2030، إضافة إلى العمل على تحقيق متطلبات مجلس الشؤون الاقتصادية والتنمية.

### وكالة الأعمال التجارية والاستثمار
هي الوكالة المسؤولة عن وضع الخطط المرسومة للوزارة وتنفيذها بعد اعتمادها، إضافة إلى تحقيق السياسات الخاصة بالأعمال التجارية كالتسجيل التجاري للكيانات التجارية في المملكة ومتابعتها، وحماية حقوق التجار والمساهمين والمستثمرين، ومتابعة الغرف التجارية.

### وكالة التخطيط والتطوير
هي الوكالة المعنية برسم الخطط الاستراتيجية والتطويرية للوزارة وذلك بالتعاون مع وزارة الاقتصاد والتخطيط، إضافة إلى إعداد التقارير وحفظ الوثائق المتعلقة بالوزارة

### وكالة الخدمات المشتركة
تعمل الوكالة على توفير الخدمات الإدارية والفنية لجميع الوحدات التنظيمية بالوزارة، ومساعدتها على تحقيق أهدافها.

### وكالة الوزارة لخدمة العملاء والفروع
هي الوكالة المسؤولة عن تقديم الخدمات للعملاء من خلال التنسيق مع وكالات الوزارة وإداراتها كحماية المستهلك والأعمال التجارية والخدمات المشتركة.

### وكالة الوزارة لحماية المستهلك
هي الوكالة المختصة بحماية المستهلك من عدة ممارسات كالغش والخداع والتقليد والإعلانات المظللة والممارسات غير العادلة، إضافة إلى الرقابة على السلع والخدمات، ورفع مستوى وعي المستهلك، وتعزيز الاقتصاد الوطني من خلال الارتقاء بجودة السلع. كما تُعنى الوكالة بتطبيق الأنظمة ذات العلاقة بالمستهلك، وتلقي شكاوي المستهلكين، والتعاون مع الجهات ذات العلاقة لوضع حلول لمعالجتها، ويتبع للوكالة عدة إدارات وهي:
1- الإدارة العامة لمكافحة الغش التجاري.
2- الإدارة العامة للتموين.
3- الإدارة العامة للمُختَبَرات ومُراقبة الجودة.
4- الإدارة العامة لمكافحة التستر التجاري.
5- الإدارة العامة للرقابة التجارية.
6- الإدارة العامة لمكافحة غسل الأموال.
7- إدارة الرقابة على المتاجر الإلكترونية.

### وكالة شؤون السياسات والأنظمة
هي الوكالة المعنية بتطوير وتحسين البيئة التجارية والاستثمارية

## وزراء الوزارة السابقون
| الوزير                              | الفترة                          |
| ----------------------------------- | ------------------------------- |
| الأستاذ محمد زينل علي رضا           | 11/07/1373هـ حتى 30/04/1378هـ   |
| الأستاذ أحمد صلاح جمجوم             | 08/01/1380هـ حتى 03/07/1380هـ   |
| الأستاذ أحمد شطا                    | 03/07/1380هـ حتى 09/10/1381هـ   |
| الأستاذ أحمد صلاح جمجوم             | 09/10/1381هـ حتى 30/06/1382هـ   |
| الأستاذ عابد شيخ                    | 30/06/1382هـ حتى 11/06/1391هـ   |
| الأستاذ محمد علي العوضي             | 19/06/1391هـ حتى 08/10/1395هـ   |
| الدكتور غازي بن عبد الرحمن القصيبي  | 08/10/1396هـ حتى 06/03/1402هـ   |
| الدكتور سليمان بن عبد العزيز السليم | 06/03/1402هـ حتى 06/03/1416هـ   |
| الأستاذ أسامة جعفر فقيه             | 06/03/1416هـ حتى 28/2/1424هـ    |
| الدكتور هاشم بن عبد الله يماني      | 28/2/1424هـ حتى 25 / 2 / 1429هـ |
| الأستاذ عبد الله بن أحمد يوسف زينل  | 25 / 2 / 1429هـ - 17\1\1433هـ   |
| الدكتور توفيق بن فوزان الربيعة      | 17\1\1433هـ - 1437/7/30         |
| الدكتور ماجد القصبي                 | 1\8\1437هـ - حتى الآن           |

## أنظمة وزارة التجارة
- نظام الشركات.
- نظام الشركات المهنية.
- نظام الاستثمار الأجنبي.
- نظام الأوراق التجارية.
- نظام الدفاتر التجارية.
- نظام السجل التجاري.
- نظام البيانات التجارية.
- نظام الوكالات التجارية.
- قانون (نظام) العلامات التجارية لدول مجلس التعاون لدول الخليج العربية.
- نظام الأسماء التجارية.
- نظام اختصاصات وزارة التجارة.
- نظام الرهن التجاري.
- نظام الإفلاس.
- لائحة أحكام تقديم الصيانة وتوفير قطع الغيار وضمان جودة الصنع.
- لائحة استدعاء المركبات وملحقاتها وقطع غيارها.
- نظام مكافحة الغش التجاري.
- نظام مكافحة التستر.
- نظام الغرف التجارية والصناعية.
- نظام المعادن الثمينة والأحجار الكريمة.
- نظام المحاسبين القانونيين.
- اللائحة التنظيمية لمجالس الأعمال السعودية الأجنبية المعدلة.[30]

## جوائز
- في 25 نوفمبر عام 2020 حصلت وزارة التجارة على جائزة التميز الحكومي العربي بوصفها أفضل وزارة عربية من بين أكثر من 5000 مشاركة حكومية عربية، ضمن حفل تتويجٍ افتراضي، تحت رعاية حمد بن راشد آل مكتوم نائب رئيس دولة الإمارات.[31]
- في 12 يناير عام 2022 حصلت الوزارة على جائزة التميز الحكومي العربي بوصفها أفضل وزارة عربية «من بين أكثر من 5,000 مشاركة حكومية عربية» في جائزة التميز الحكومي العربي في دورتها الأولى، كما تسلمت الوزارة جائزة أفضل تطبيق حكومي عربي ذكي عن خدمة «أسس شركتك» التي مكنت قطاع الأعمال من التأسيس الإلكتروني للشركات خلال 30 دقيقة بعد أتمتة جميع إجراءاتها.[32]